# Cinema de montanha
O cinema de montanha é um género cinematográfico que representa a montanha e não se trata de mostrar a montanha como um décor num filme, mas sim como a base do filme, pelo que se poderia definir como um filme sobre a montanha seja ele desportivo, dramático, ou mesmo se se interessa pela maneira de viver e da cultura das gentes da montanha, como um documentário.

## Simbolismo
Lugar inacessível próximo do céu, a montanha está associada às divindades e ao mesmo tempo ao perigo e ao risco.

## Décor
No cinema, a representação da montanha foi durante muito tempos não mais do que uma propaganda ou publicidade ou então o fundo para dramatizar uma cena como o foram os da cineasta alemã Leni Riefenstahl.
Por volta dos anos 1940 os alpinistas começam a mostrar as suas conquistas e cineastas franceses como Jacques Ertaud, Jean-Jacques Languepin ou Marcel Ichac, muito fizeram para mostrarem o que é a montanha e o alpinismo e eram associados a expedições como a Expedição francesa ao Annapurna filma justamente por Marcel Ichac.
Este mesmo Marcel Ichac, como realizador adjunto Jacques Ertaud, serve-se da montanha para fazer o célebre filme de ficção, as  Les Étoiles de midi.

## História

### Início
O primeiro filme conhecido é o do filme Cervin de 1901, quer dizer, só seis anos depois da invenção do cinematógrafo dos irmãos Lumière, que se pensa ter sido feito por um alpinista suíço e que dura cerca de 5 minutos a mostrar as principais etapas da sua ascensão a partir de Zermatt.
De assinalar o Drame sur les glaciers de la Blumlisalpde 1905 - realizado por Félix Mesguich, e que mostra um salvamento num glaciar suíço a 2 800 m e dominado  pelo Eiger e o Jungfrau.

### Itália
Nos anos 1910 os italianos, e mais precisamente os alpinistas italianos de Turim vão dominar o cinema de montanha da época com filmes como a Ascensione al Cervino e Ascenzione al Dente del Gigante,  por Mario Piacenza e ambos em 1911.
Um grande nome dessa época é o do fotógrafo   Vittorio Sella  que participou à expedição  do K2 em 1909 no Himalaia e que é conhecida como  L’expédition du duc des Abruzzes au K2 pois foi feita pelo duque dos Abruzos,  Luís Amadeu de Saboia.

### Alemanha
Nos anos 1920 é mais um décor para mostrar o aspecto dramático como o fazia Leni Riefenstahl.

### França
Como já se disse, por volta dos anos 1940 os alpinistas franceses como Jacques Ertaud, Jean-Jacques Languepin ou Marcel Ichac, muito fizeram para mostrarem o que é a montanha e o alpinismo e eram associados a expedições como a Expedição francesa ao Annapurna filma justamente por Marcel Ichac.

## Lista dos principais filmes de montanha
(Segundo a versão francesa)
- Parmi les films qui marquèrent le cinéma de montagne :
- Die Geierwally (1921)
- L'Enfer blanc du Piz Palü (Die weiße Hölle vom Piz Palü) (1929) de Arnold Fanck et Georg Wilhelm Pabst
- La Lumière bleue (Das blaue Licht) (1932) de Leni Riefenstahl
- Der Berg ruft (1938)
- La traversée du Grépon de Gaston Chelle (1925)
- La traversée du Grépon de André Sauvage (1923)
- À l'assaut des aiguilles du Diable (1942) de Marcel Ichac.
- Les Étoiles de midi (1958) de Marcel Ichac, com o alpinistas Lionel Terray, René Desmaison e Michel Vaucher, filme que é considerado como um  dos grandes clássicos do cinema de montanha
- La Mort d'un guide (1975) de Jacques Ertaud
- The Eiger's Sanction (1975) de Clint Eastwood
- Opération Survie, Huascaran (1979) de Nicolas Jaeger,onde ele se filmou durante 60 dias a 6 700 m
- Cinq Jours, ce printemps-là (1982)
- Cliffhanger (1993)
- Everest (1998) (IMAX movie)
- Vertical Limit (2000)
- Touching the Void (2003)
- Duel au sommet (Nordwand) de Philipp Stölzl (2008)